# Kirowskij (obwód kurski)
Kirowskij (ros. Кировский) – osiedle typu miejskiego w Rosji, w obwodzie kurskim, w rejonie pristieńskim. W 2021 liczyło 2447 mieszkańców.